# Người Việt tại Israel
Từ 1977 tới 1979, khoảng 360 người Việt mà đã trốn chạy bằng thuyền khi cộng sản nắm quyền ở miền Nam Việt Nam được Israel (dưới thời thủ tướng Menachem Begin) cho tị nạn. Họ được cấp quyền công dân, đầy đủ quyền như một người dân Do Thái và được ở các căn hộ do nhà nước phụ cấp.. Tại Israel hiện nay có khoảng 200 người Việt thuộc 37 gia đình, tất cả đều sống ở thành phố Tel Aviv, ngoài ra không có ở bất kỳ thành phố nào khác trên khắp Israel.

## Hiện tại
Theo Dr. Sabine Huynh, một dịch giả và nhà văn mà đã thoát khỏi Việt Nam tới Pháp 1976 khi còn là đứa bé và đã nghiên cứu về cộng đồng người Việt tị nạn tại Israel, nhiều người tị nạn có những quan hệ căng thẳng với thế hệ thứ hai mà đã hội nhập vào xã hội Israel. Một trong những người thuộc thế hệ thứ hai là Vaan Nguyễn, một nữ kịch sĩ và nhà thơ viết tiếng Hebrew. Hơn phân nửa số người tị nạn đã rời Israel, di cư sang Âu Châu hay Bắc Mỹ để được gần gũi với thân nhân, những nơi có cộng đồng người Việt đông đúc. Theo một phát ngôn viên tòa đại sứ Việt Nam ở Tel Aviv, hiện có khoảng 150-200 người tị nạn và gia đình vẫn sống ở Israel.. Lớp trẻ thì đa số quyết định không đi học đại học, lớn lên học xong phổ thông trung học rồi kiếm ngay cho mình một việc gì đó để kiếm sống. Cuộc sống của họ nhìn chung cũng không quá khó khăn, cũng không sung túc. Hầu hết trong câu chuyện thế hệ già đều có ký ức về đất nước khi họ ra đi sau chiến tranh, họ đều muốn quay về Việt Nam, nhưng cũng không biết bằng cách nào, tuy nhiên gần đây có một số người đã về thăm Việt Nam. Dân số của cộng đồng người Việt ở đây không tăng lên mấy là vì các lý do như: không có thêm người Việt nhập cư vào Israel, trong khi đó một phần lớn trong số họ lại tiếp tục đi theo gia đình hoặc bà con sang Mỹ. Tất cả họ đều đã nhập quốc tịch Israel, hòa nhập tốt với xã hội Israel, nói được tiếng bản xứ, có công ăn việc làm đàng hoàng. Đa số họ là công nhân, làm ăn buôn bán, làm việc ở các nhà hàng, khách sạn. Tuy nhiên làm ở nhà hàng vẫn là công việc yêu thích nhất của người Việt, đã có sáu người Việt là chủ nhà hàng ăn nhỏ với các món ăn châu Á tại Tel Aviv. Hầu như người Việt ở đây đều biết hết mặt nhau, biết hết được thông tin về nhau và sống rất đoàn kết. Cứ đến cuối tuần, những người già lại tụ tập với nhau để nấu nướng, ăn uống, hỏi thăm nhau, ôn lại những câu chuyện về quê hương. Về cuộc xung đột hiện nay giữa Israel và Palestine, họ nói họ cũng không lo sợ lắm về vấn đề an ninh và không quan tâm nhiều, chỉ lo làm ăn, sinh sống..
Nhân dịp Tết Bính Thân năm 2016, ngày 31/1, Đại sứ quán Việt Nam tại Israel đã tổ chức cuộc họp mặt mừng Xuân Bính Thân. Tham dự có gần 250 bà con người Việt Nam, đại diện sinh viên, lao động, tu nghiệp sinh nông nghiệp đang làm ăn, sinh sống, học tập tại Israel. Cũng tại chương trình, Đại sứ biểu dương thành tích của bà con trong việc xây dựng cộng đồng người Việt Nam đang làm việc, sinh sống và học tập tại Israel. Đại sứ bày tỏ mong muốn bà con tiếp tục phát huy truyền thống đoàn kết, gắn bó, giữ gìn bản sắc dân tộc, đóng góp tích cực vào việc tăng cường và mở rộng quan hệ hữu nghị và hợp tác nhiều mặt giữa Việt Nam và Israel. Đại diện bà con Việt kiều đã bày tỏ vui mừng trước những thành tựu của đất nước và những phát triển tốt đẹp trong quan hệ Việt Nam-Israel, cảm ơn sự quan tâm của Đảng và Nhà nước đối với bà con Việt kiều đang sinh sống làm ăn tại Israel đồng thời khẳng định kiều bào tại Israel sẽ làm hết sức mình để xây dựng cộng đồng ngày càng vững mạnh, phát triển kinh tế và luôn hướng về quê hương.
Hiện tại vẫn chưa có Hội người Việt tại Israel nhưng đã có Ban Liên lạc người Việt tại đây.